# Bajkalsæl
Bajkalsælen (Phoca sibirica) er en ægte sæl i rovdyrordenen. Den når en længde på 1,2-1,4 m og en vægt på 80-90 kg. Det er en af de mindste sælarter. Bajkalsælen kan blive 50-55 år gammel. Arten er endemisk til Bajkalsøen. 
Det er stadig ikke klarlagt, hvordan sælerne har fundet vej til Bajkalsøen, da denne ligger flere hundrede kilometer fra nærmeste ocean.